# Gano Forum
Gano Forum, auch Gono Forum oder Gana Forum (GF, bengalisch গণফোরাম, ‚Volksforum‘) ist eine Kleinpartei in Bangladesch. Politisch gehört sie eher in das linke Spektrum.

## Geschichte
Die Partei wurde am 19. Juni 1992 durch Kamal Hossain gegründet, der seither auch der Parteivorsitzende ist (Stand: 2019). Hossain war vor 1992 Parteigänger der Awami-Liga gewesen und hatte eine nicht unbedeutende Rolle in den ersten beiden Jahrzehnten nach der Unabhängigkeit Bangladeschs gespielt. Er war mit der Ausarbeitung der bangladeschischen Verfassung befasst gewesen, später dann Minister in der ersten Regierung des unabhängigen Bangladesch unter Mujibur Rahman und bei der Präsidentschaftswahl 1981 der Spitzenkandidat der Awami-Liga. Spätere Kritiker warfen Hossein allerdings vor, dass er alle seine politischen Positionen ausschließlich seinem engen Verhältnis zu Mujibur Rahman zu danken habe.
1992, nach der für die Awami-Liga verloren gegangenen Parlamentswahl, kam es zu parteiinternen Führungskämpfen und zum Bruch Hossains mit der Parteiführerin Scheich Hasina. Hossain verließ mit einigen anderen die Awami-Liga und gründete eine eigene Partei, Gano Forum. Bei ihrer Gründung proklamierte die neue Partei als Ziel die Etablierung einer gerechten und demokratischen Gesellschaft in Bangladesch sowie die wirtschaftliche Entwicklung des Landes. Seither ist die Partei wesentlich ein Vehikel für die politischen Ambitionen Hossains gewesen. In den 20 Jahren zwischen 1992 und 2012 fanden auch nur insgesamt vier Parteiversammlungen statt, in denen jeweils Kamal Hossain als Vorsitzender bestätigt wurde.
In den folgenden zwei Jahrzehnten nach der Gründung konnte Gano Forum bei Parlamentswahlen nie ein Mandat erringen. 2001 bis 2006 war die Partei mit der Awami-Liga verbündet. Das Bündnis ging jedoch vor der Parlamentswahl 2008 wieder auseinander. An der Parlamentswahl 2008 nahm Gano Forum als Teil eines Bündnisses von Kleinparteien, der Jukto Front, teil, gewann aber keinen Wahlkreis. Auch nach der Parlamentswahl 2014 war sie nicht im Parlament vertreten.
Im Vorfeld der Parlamentswahl 2018 in Bangladesch bildete sich am 13. Oktober 2018 die Jatiya Oikya Front (Nationale Vereinigte Front), ein Wahlbündnis aus der Bangladesh Nationalist Party (BNP) und drei Kleinparteien, darunter Gano Forum. Die BNP erklärte sich bereit, in sechs Wahlkreisen die jeweiligen GF-Kandidaten zu unterstützen. Von diesen war GF in einem (Maulvibazar-2) knapp gegen den Kandidaten von Bikalpa Dhara Bangladesh erfolgreich. Zusätzlich gewann GF den Wahlkreis Sylhet-2, wo die BNP-Kandidatin durch die Wahlkommission nicht zugelassen worden war.
Nach längerem Zögern erklärten die beiden gewählten Abgeordneten, dass sie ihren Abgeordneteneid am 7. März 2019 leisten und ihre Sitze im neuen Parlament einnehmen würden.